# Southern rock
Southern rock er en genre indenfor rockmusik. Genren stammer fra sydstaterne i USA og har rødder i blues, country og rock and roll. Guitar og vokal er ofte meget dominerende i lydbilledet.
Af bands inden for denne genre kan nævnes: Lynyrd Skynyrd, ZZ Top og Blackfoot.
| Musik | Spire Denne musikartikel er en spire som bør udbygges. Du er velkommen til at hjælpe Wikipedia ved at udvide den. |